# Elektronlund
Elektronlund var ett svenskt företag bildat 1958 som fick stor betydelse för utbredningen av industriella styrsystem i Sverige.
Namnet kommer från att företaget bildades av en viss familj Lund i Malmö med kontor i Malmö, Stockholm och Göteborg, som etablerade sig som återförsäljare för ett flertal internationella elektronikkomponentleverantörer så som Imhof Ltd. och Cerberus Gmbh. Man startade även tillverkning av ett flertal egna elektronikprodukter, bland annat högtalare och megafoner.
Ursprungligen utvecklade företaget flera olika elektronikprodukter men verksamheten inriktades under 1980-talet mot industriella styrsystem.

## Lund Ortho Acoustical Systems 1001

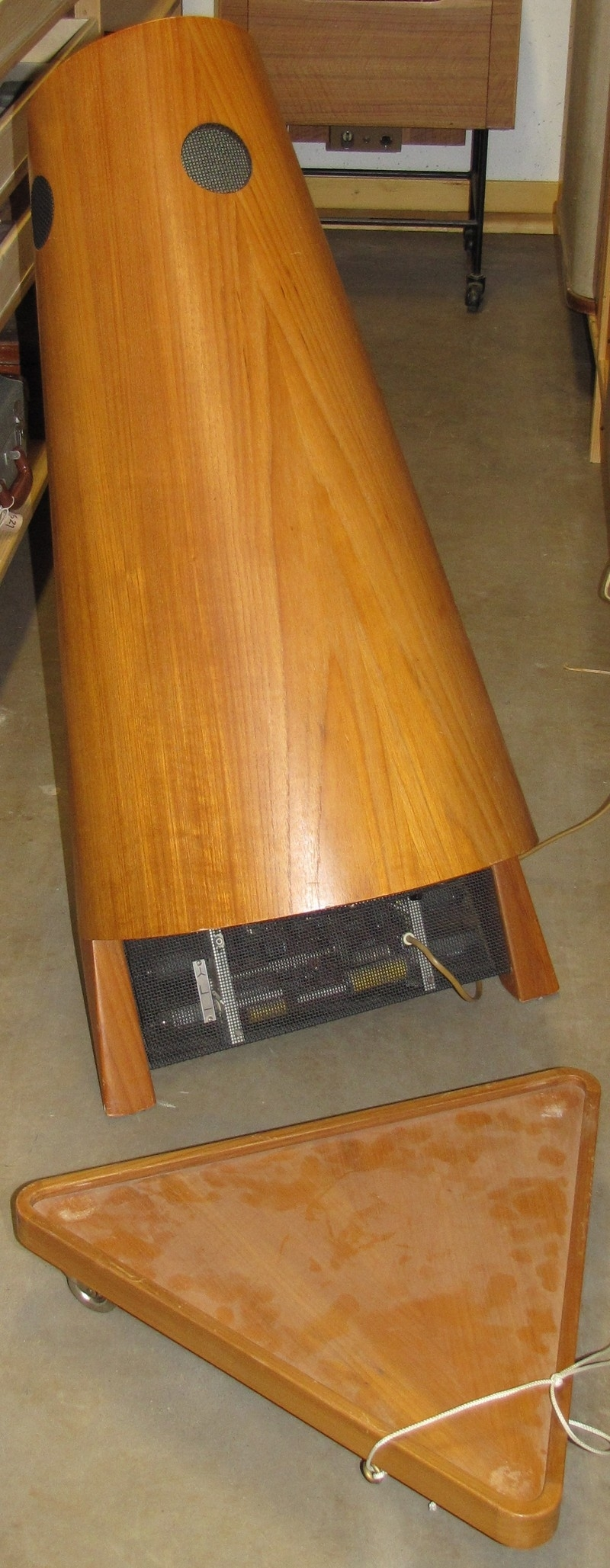
Elektronlunds Ortho Acoustical Systems 1001-högtalare, känd som "kolboxen".

Redan året efter att Elektronlund etablerat sig började man tillverka en serie exklusiva högtalare konstruerade av Stig Carlsson. Dessa hade namnet Lund Ortho Acoustical Systems 1001. Högtalaren kallades även bland audiofiler för kolboxen, eftersom den hade en lutande konisk form som påminde om de kolbehållare som fanns till kakelugnen i vissa hem. Denna tillverkades endast i c:a 300 exemplar varav flera har överlevt i museer.

## Industriella styrsystem
ELektronlund hade en mindre avdelning för industriella styrsystem i Lund. Dessa var inte programmerbara utan uppbyggda kring logik för det speciella fall man ville lösa.
Göran Andersson som var teknisk chef på Elektronlund såg den Digital PDP-14 som användes vid Volvo i Skövde och tog intryck av denna.
Efter ett framgångsrikt examensarbete med ett tidigt programmerbart styrsystem år 1972 utfört av Claes Ahlerup och Göran Sigfridsson från Lunds Tekniska Högskola utvecklade Elektronlund en första produkt med namnet PBS - Programmerbart Binärt System.

## Ägarskiften
År 1971 köptes företaget av Satt Elektronik, som var det svenska dotterbolaget till AEG men det ursprungliga Elektronlund fanns kvar som en självständig del av företaget fram till 1984 då Satt köptes av Ahlsell AB. Ahlsell sålde verksamheten till Alfa-Laval redan 1986 och skapade företaget Alfa-Laval automation. 1991-1998 ägdes verksamheten av Tetra Pak och 1999 såldes den till ABB Automation som ännu äger före detta Elektronlund.